# Coulonges, Vienne

Coulonges este o comună în departamentul Vienne, Franța. În 2009 avea o populație de 266 de locuitori.